# Kostel Archanděla Michaela (Dětřichovice)
Kostel Archanděla Michaela v Dětřichovicích, části obce Světlá Hora  v okrese Bruntál, je filiální kostel přestavěn v letech 1771–1773 a kulturní památka České republiky.

## Historie
První zmínky o Dětřichovicích pocházejí z roku 1268 z německé kroniky. První písemné zmínky jsou z roku 1377. Na původním místě dřevěné luteránské modlitebny z roku 1558 byl v letech 1771–1773 postaven nový barokní kostel. Stavitelem byl krnovský knížecí stavitel Michael Clement a tesař Anton Thiel z Bruntálu. Na kostel byl v devadesátých letech vydán demoliční výměr. Po roce 2000 se o záchranu kostela podílelo Občanské sdružení Dětřichovice. Finanční prostředky se podařilo získat z Programu rozvoje venkova ČR. Žadatelem dotací byla Římskokatolická farnost Andělská Hora ve Slezsku. V roce 2011 byla za finanční pomoci Nadace OKD opravena kruchta, rekonstruovány schody na kůr, vyrobeno dřevěné zábradlí na kruchtě a zavedena elektřina.
Kolem hřbitova byla postavena kamenná hřbitovní zeď.
V roce 1533 probíhala luteránská reformace a od roku 1582 byla násilně vnucována kalvinistická víra. V roce 1625 byla provedena rekatolizace. V roce 1668 byl kostel přifařen k farnosti Široká Niva. Filiální kostel patří Děkanátu Bruntál, farnost Andělská Hora ve Slezsku. Farnost je spravována z farnosti Malá Morávka.

## Popis
Jednolodní zděná stavba na půdorysu kříže, zaklenut pruskou klenbou v lodi. Hranolová věž byla přistavěna k jižnímu průčelí. Podvěžím vede boční vstup do kostela. Původní krytina kostela byla břidlice.

### Interiér
Vnitřní vybavení tvořil hlavní oltář s obrazem archanděla Michaela a boční oltář s obrazem Panny Marie Pomocné. Na kruchtě byly umístěny varhany.
Interiér byl vykraden (oltáře, kazatelna, zpovědnice, lustr, varhanní skříň bez píšťal a lavice).

### Zvony
Původní dva zvony byly zavěšeny v dřevěném kostele. Nejstarší zvon byl ulit v roce 1564 o váze 5,5 centýřů a měl český nápis: Jan Plebán konkař a zvonař ulil tento zvon 1564. Tento zvon byl nabídnut k odprodeji v roce 1996 tehdejším duchovním správcem. Zvon byl vyvezen pravděpodobně do Německa.
Druhý zvon z roku 1607 vážil 4 centýře a měl nápis: 1607 . Adam Schraubadres. Divina populo pia Classica Canto Vilmina Discutio Funera ploro pia. V roce 1942 byl rekvírován, nebyl zničen, ale po druhé světové válce vrácen omylem do kostela sv. Ludmily v Praze-Vinohradech. V roce 2008 byl vrácen a zavěšen 4. října 2008 zpět do kostela sv. Michaela archanděla.
Třetí zvon byl z roku 1819 ulit v Olomouci a nesl nápis: HO B.V. MARIAE S. IOH. BAP.FUDITW.STRAUB.OLOMUTII. 1819. Zvon daroval obchodník z Andělské Hory Michael Gottwald se svou manželkou Marianou. 